# 登徒子好色賦
登徒子好色賦，是戰國時楚國宋玉所寫的一篇賦。
在《登徒子好色賦》中，登徒子向楚王說宋玉的壞話，說宋玉長得俊俏又好色，要楚王不要讓宋玉出入後宮。楚王據言向宋玉質問，宋玉辯解說他的容姿乃受惠於上蒼，但他並不好色。楚王要宋玉給個說法，於是宋玉就說他東邊鄰居的女兒長得國色天香，有傾城之魅，而且三年來經常登牆勾引宋玉，但宋玉皆不為所動，所以他不好色。接著宋玉把話鋒一轉，開始反譏登徒子，說相較之下，登徒子的妻子長得又醜又邋遢，而登徒子卻能連生5個孩子，所以登徒子才比較好色。

## 毛澤東的翻案
毛泽东曾为登徒子翻案。1958年1月12日，在南宁会议上，毛泽东曾朗朗背诵了宋玉的《登徒子好色赋》中的一大段，然后指出：
宋玉攻击登徒子的这段话，完全属于颠倒是非的诡辩，是采用「攻其一点，不及其余，尽量夸大」的手法。

随即他解释道：
从本质看，应当承认登徒子是好人。娶了这样醜的女人，还能和她相亲相爱，和睦相处。照我们的看法，登徒子是一个爱情专一、遵守「婚姻法」的模范丈夫，怎能说他是「好色之徒」呢？